# Moshe Teitelbaum

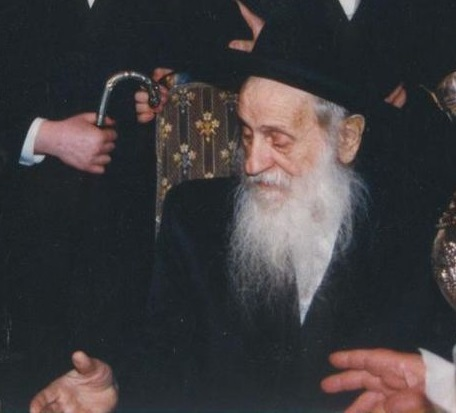
Moshe Teitelbaum

Moshe Teitelbaum (Hebreeuws: משה טייטלבוים), ook bekend als de Berach Moshe, (Máramarossziget, Oostenrijk-Hongarije (tegenwoordig Sighet, Roemenië), 1 november 1914 – New York, 24 april 2006) was een Hongaars-Amerikaanse rabbijn behorend tot de Satmar-groepering binnen de chassidisch-joodse richting. De Satmar-groepering, die ongeveer honderdduizend leden heeft, staat bekend om zijn felle afwijzing van het zionisme. Groot Rabbijn Moshe Teitelbaum was de vorige Satmar Rebbe.
In de Joodse wereld wordt zijn naam meestal uitgesproken als Teitelboim; het Jiddisch maakt van de Duitse 'au' een 'oi'-klank.

## Levensloop
Groot Rabbijn Moshe Teitelbaum werd geboren in het toenmalige Oostenrijks-Hongaarse keizerrijk. Tijdens de in de Tweede Wereldoorlog plaatsvindende Shoah (Holocaust) werd hij in het kader van de massale deportaties van de Hongaarse Joden in 1944 samen met zijn vrouw naar het concentratiekamp Auschwitz afgevoerd waar zijn vrouw het leven liet. Vervolgens werd hij naar het concentratiekamp Theresienstadt overgebracht waar hij aan het einde van de oorlog werd bevrijd. Hierna keerde hij terug naar Sighet maar besloot vanwege de vervolging door het aldaar gevestigde nieuwe Roemeense, communistisch gezinde regime met zijn nieuwe echtgenote naar de Verenigde Staten te emigreren; hij ging wonen in New York en werd daar later bekend als de Sigheter Rebbe van Boro Park. In 1979 volgde hij zijn oom, groot-rabbijn Joel Teitelbaum, op als Satmar Rebbe. Tevens werd hij, net als zijn oom voor hem, voorzitter van de raad van chareidische (ultraorthodoxe) joden in Jeruzalem, de Edah HaChareidis. Beide posities bekleedde hij tot zijn overlijden op 24 april 2006.

### Ziekte
Groot Rabbijn Moshe Teitelbaum was ernstig ziek. Eind maart 2006 werd bij hem ruggenwervelkanker geconstateerd en begin april verslechterde zijn toestand zo ernstig dat hij in een New Yorks ziekenhuis werd opgenomen. Zijn nieren faalden en hij raakte in coma. Uiteindelijk overleed hij, 91 jaar oud. Hij liet acht kinderen en minstens 86 kleinkinderen na.

## Opvolging
Zijn oudste zonen Rabbi Aharon en Rabbi Zalman wilden beiden hun vader opvolgen. Rabbi Aharon is de oudste zoon en heeft de meeste aanhangers in Kiryas Joel (Orange County (New York), terwijl Rabbi Zalman zijn meeste volgelingen in Williamsburg (Brooklyn) heeft. Normaal gesproken volgt de oudste zoon, in dit geval Rabbi Aharon, zijn vader op als Rebbe. Maar in 1999 benoemde de Rebbe zijn jongere zoon Rabbi Zalman tot een positie die traditioneel als de positie voor de volgende Rebbe wordt gezien. Daarmee ontstond een conflict tussen de broers en hun volgelingen waarvan de afloop nog onduidelijk lijkt. Het schijnt dat in een testament de Rebbe zijn zoon Rabbi Zalman tot nieuwe Rebbe benoemde.